# Fusuma

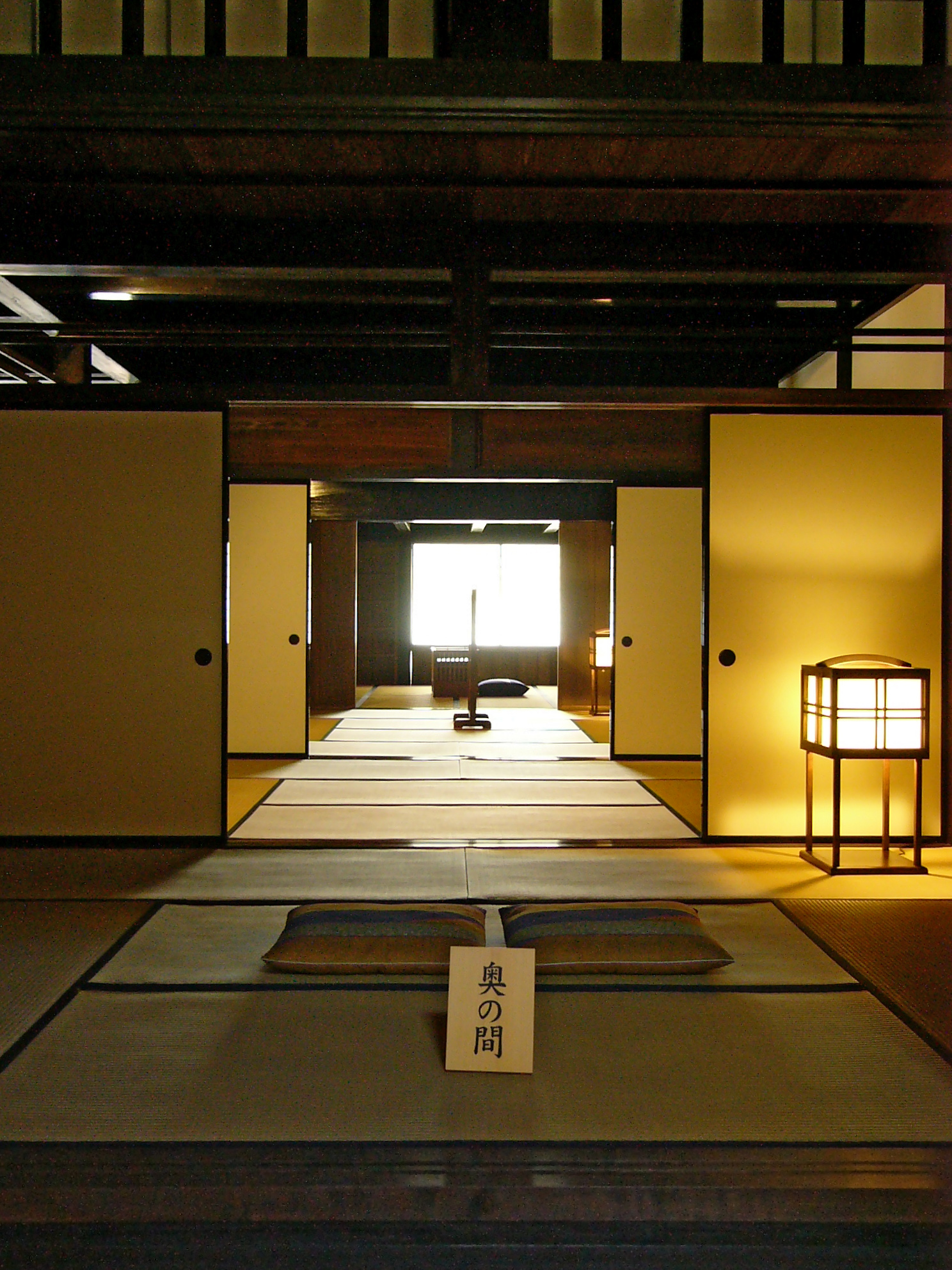
Fusuma

El fusuma (襖) és una pantalla opaca corredissa proveïda d'una maneta emprada per redefinir l'espai d'una habitació o servir de porta a l'habitatge tradicional japonès. Mesura generalment 91 cm d'ample per 182 cm d'alçària (la mateixa mida que un tatami) i dos o tres centímetres de gruix. D'ençà la fi del segle xx, la seva mida ha augmentat, ja que la població japonesa és cada vegada més gran i és ara corrent veure japonesos mesurar 190 cm d'alçada, és a dir, o sigui 20 cm més que a les antigues construccions.
Els rails de fusta sobre els que llisquen els fusuma s'anomenen kamoi (鴨居) els de dalt i shikii (敷居) els de la part baixa.

## Història
Els fusuma van aparèixer a l'estil arquitectural shinden-zukuri que va donar a llum l'estil shoin-zukuri. A les cambres dels nobles de la Cort d'Heian, els fusuma servien per aïllar temporalment certs espais de la sala única on vivien. Eren tibats per  teixit o paper espès. Eren aleshores una varietat de shōji anomenada fusuma-shōji.

## L'art i el fusuma
La superfície dels fusuma va ser un suport preuat per a la pintura decorativa. Així, els van emprar nombrosos artistes japonesos de renom, sobretot els membres de l'escola Kanō, i més particularment Kanō Eitoku, Hasegawa Tōhaku…